# RTÉ National Symphony Orchestra
RTÉ National Symphony Orchestra (cunoscută anterior drept The National Symphony Orchestra of Ireland and the RTÉ Symphony Orchestra) este orchestra simfonică a Raidió Teilifís Éireann (RTÉ). Ca parte a RTÉ Performing Groups, orchestra oferă acum un abonament de sezon pentru 33 de concerte (seara de vineri din septembrie până în mai, difuzat în direct pe RTÉ lyric fm), interpretează concerte marți la prânz și concerte de vineri seara, în iunie și iulie, joacă un rol important în muzica contemporană irlandeză prin seria Horizons din ianuarie și februarie și întreprinde de două ori pe an turnee de o săptămână în Irlanda. Din 2005, orchestra este prezentă în The Symphony Sessions de la RTÉ One.

## Istorie
În 1926, a apărut un post de radio național cu sediul la Dublin. A angajat muzicieni, care cântau adesea împreună la radio și în concerte ca orchestră de cameră. Cântăreți la instrumente cu coarde din radio, cântăreți la instrumente de suflat de la Army School of Music și alți muzicieni au cântat ca Societatea Filarmonică din Dublin sub conducerea colonelului Fritz Brase, șeful Școlii de muzică a armatei din 1923. Grupul original a fost extins treptat în anii 1930 și 40 și până în 1946 a ajuns să aibă 40 de muzicieni. Printre dirijorii importanți au fost Vincent O’Brien și, din 1941, Michael Bowles, dirijorii oaspeți incluzându-i pe Aloys Fleischmann și Frederick May. Adesea numită „Station Orchestra”, multe concerte publice (deși nu în mod regulat) au fost realizate și transmise în direct din Mansion House, Metropolitan Hall și Capitol Theatre.
În 1948, autoritatea de radiodifuziune, numită acum Radio Éireann (Radio Irlanda), a extins orchestra la dimensiunile uneia simfonice, deschizând apartenența sa la muzicieni din toată Europa. Irlanda, ca țară neutră în timpul celui de-al Doilea Război Mondial, nu a suferit daune, astfel încât muzicienii din economiile distruse ale unei Europe ruinate au fost ușor de atras. Noua orchestră a primit numele de Radio Éireann Symphony Orchestra. După pensionarea involuntară a lui Michael Bowles (Bowles s-a opus recrutării atât de multor străini pentru extinderea din 1948), noua orchestră a funcționat o perioadă fără dirijor permanent, existând dirijori invitați precum Jean Martinon și Hans Schmidt-Isserstedt. În 1953, orchestra a găsit un dirijor principal în persoana lui Milan Horvat, care a rămas până în 1956. În 1961, Irlanda a adăugat și partea de televiziune la serviciul său de difuzare. Numele noii organizații urma să fie Raidió Teilifís Éireann (RTÉ). Orchestra a devenit cunoscută sub denumirea de RTÉ Symphony Orchestra (RTÉSO). Acum era, de facto, orchestra națională a Irlandei. Noul său director principal din 1961 a fost Tibor Paul. A fost succedat de Albert Rosen, Colman Pearce, Bryden Thomson și Janos Fürst.
În 1981, RTÉSO și-a găsit un nou loc de concertat când s-a deschis National Concert Hall la Dublin. De asemenea, aproximativ în același timp, și-a extins activitățile de radiodifuziune. Până în 1979, RTÉ avea doar un canal de radio și un singur canal de televiziune. În 1979, s-au înființat mai multe canale, inclusiv un post de artă numit FM3, care a difuzat numeroase concerte ale RTÉSO. În 1989, orchestra a fost din nou extinsă și redenumită National Symphony Orchestra din Irlanda. George Hurst a devenit dirijor principal în 1990. Kasper de Roo i-a succedat lui Hurst din 1994 până în 1998. Alexander Anisimov a devenit dirijorul principal invitat al orchestrei în 1995 și dirijor principal în 1998. Gerhard Markson i-a urmat lui Anisimov în 2001 și a fost dirijor principal până în 2009. Alan Buribayev a fost dirijorul principal al orchestrei din 2010 până în 2016, Hannu Lintu fiind dirijor principal invitat al orchestrei din 2010 și Finghin Collins, primul artist asociat al orchestrei. Începând din septembrie 2017, actualul dirijor principal invitat cu un contract pe trei ani este Nathalie Stutzmann.
În 2012, cel de-al nouălea președinte al Irlandei, Michael D. Higgins, a fost anunțat ca unic patron al RTÉ National Symphony Orchestra. În 2018, s-a anunțat că National Concert Hall va prelua conducerea orchestrei pentru a ușura finanțarea din partea RTÉ.

## Dirijori principali
- Milan Horvat (1953–1956)
- Tibor Paul (1961–1967)
- Albert Rosen (1968–1981)
- Colman Pearce (1981–1983)
- Bryden Thomson (1984–1987)
- János Fürst (1987–1989)
- George Hurst (1990–1993)
- Kasper de Roo (1994–1998)
- Alexander Anisimov (1998–2001)
- Gerhard Markson (2001–2009)
- Alan Buribayev (2010–2016)
- Jaime Martín (2019–prezent)